# 443

443(사백사십삼)은 442보다 크고 444보다 작은 자연수다.

## 수학
- 86번째 소수(素數)다. 앞의 소수는 439, 다음 소수는 449다.
  - 24번째 소피 제르맹 소수(↔ 887)다. 앞의 소피 제르맹 소수는 431, 다음은 491이다.
- {\displaystyle 35^{13}-1}은 443으로 나누어떨어진다.

## 과학
- NGC 443(영어판): 물고기자리 방향에 있는 렌즈형 은하.

## 교통

### 철도
- 수도권 전철 4호선 금정역의 역번호.

### 도로
- 일본 443번 국도(일본어판): 후쿠오카현 오카와시에서 구마모토현 야쓰시로군 히카와정까지 이어지는 일본의 국도.
- 현도 제443호선

## 군사
- U-443(영어판): 제2차 세계 대전에 사용된 나치 독일의 군용 잠수함.

## 문화유산
- 대한민국의 보물 제443호: 속초 향성사지 삼층석탑
- 대한민국의 사적 제443호: 구 도립대구병원

## 방송
- KT HCN의 미국 국제 방송인 CNN US 채널 번호.

## 기타
- 연도: 443년, 기원전 443년